# Heirweg (Anzegem)
Heirweg (ook: Heerweg) is een gehucht in de Belgische gemeente Anzegem (West-Vlaanderen). Het dorpje ligt op het grondgebied van de deelgemeente Anzegem zelf, iets ten noordwesten van de dorpskern van Anzegem, op de weg naar Vichte. Ten zuiden van de dorpskern van Heirweg ligt de vallei van de Krommebeek.

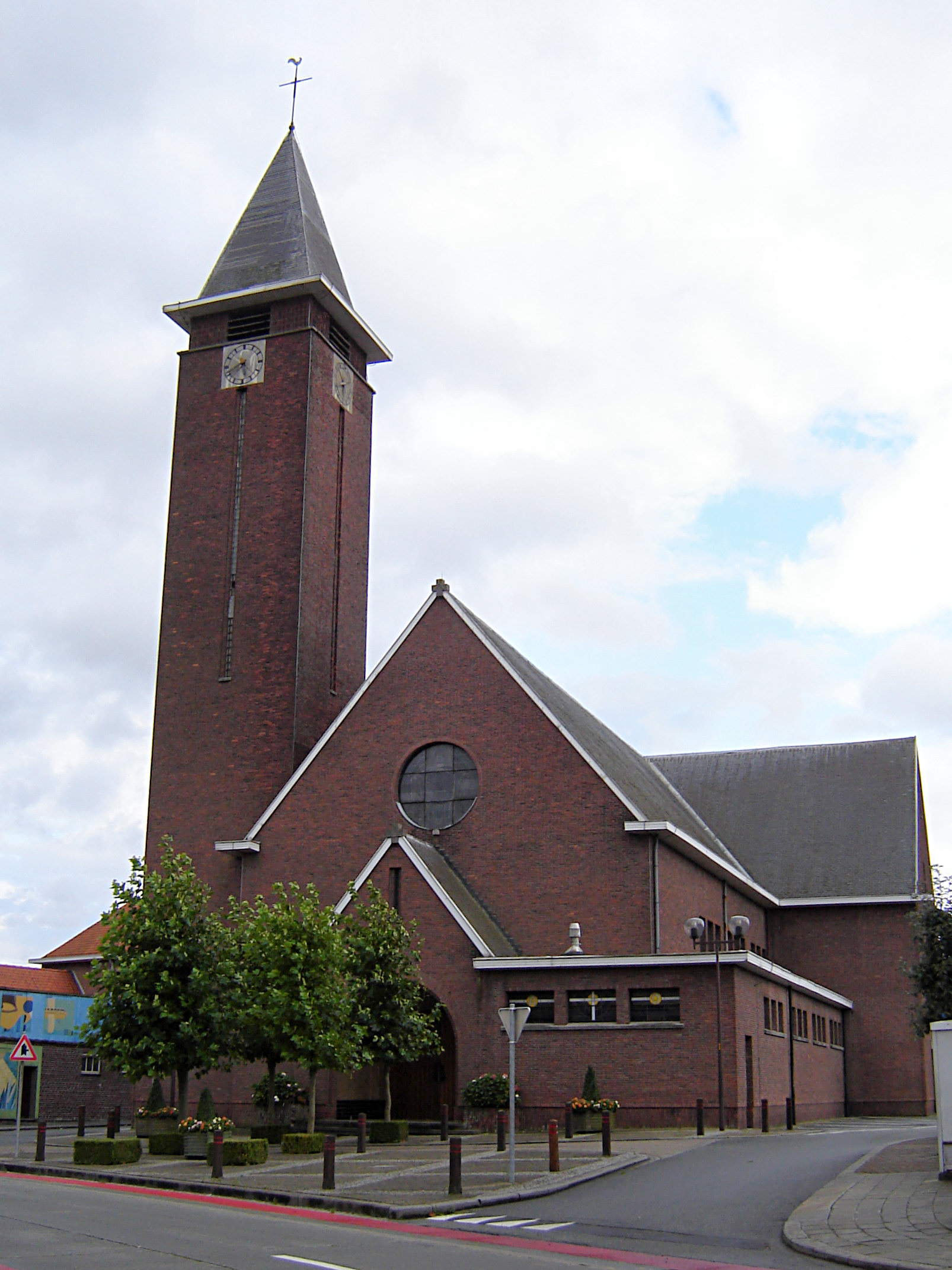
Sint-Theresiakerk

Het gehucht heeft een school en een kerk, de Sint-Theresiakerk, maar is voor andere voorzieningen hoofdzakelijk aangewezen op de naburige dorpen Anzegem en Vichte. Het beeld net ten westen van de dorpskern wordt gedomineerd door de omvangrijke terreinen van het betonverwerkend bedrijf Douterloigne.

## Nabijgelegen kernen
Anzegem, Vichte, Waregem
Deelgemeenten: Anzegem · Gijzelbrechtegem · Ingooigem · Kaster · Tiegem · Vichte

Overige plaatsen: Heirweg

Belgische gemeenten · Arrondissement Kortrijk · West-Vlaanderen · Vlaanderen